# Mahatma Otoo
Mahatma Osumanu Otoo (ur. 6 lutego 1992 w Akrze) – ghański piłkarz grający na pozycji napastnika. Od 2017 jest zawodnikiem Balıkesirsporu.

## Kariera klubowa
Swoją karierę piłkarską Otoo rozpoczął w klubie Sporting St. Mirren. W sezonie 2008/2009 zadebiutował w jego barwach w ghańskiej Premier League. W 2009 roku przeszedł do Hearts of Oak. W sezonie 2010/2011 został z niego wypożyczony do tunezyjskiego Espérance Tunis. Wywalczył z nim mistrzostwo Tunezji oraz zdobył Puchar Tunezji. W sezonach 2011/2012 i 2012/2013 ponownie grał w Hearts of Oak.
W połowie 2013 roku Otoo przeszedł do norweskiego klubu Sogndal Fotball. Swój debiut w nim zaliczył 10 sierpnia 2013 w przegranym 1:2 domowym meczu z Molde FK. W sezonie 2014 spadł z Sogndal do 1. divisjon. W sezonie 2015 wrócił z nim do ekstraklasy Norwegii. 
Następnie grał w tureckich klubach Ümraniyespor oraz Balıkesirspor.
| Sezon   | Klub                | Kraj     | Rozgrywki      | Mecze | Gole |
| ------- | ------------------- | -------- | -------------- | ----- | ---- |
| 2008/09 | Sporting St. Mirren | Ghana    | Premier League | ?     | ?    |
| 2009/10 | Hearts of Oak       | Ghana    | Premier League | ?     | ?    |
| 2010/11 | Espérance Tunis     | Tunezja  | CLP-1          | 1     | 0    |
| 2011/12 | Hearts of Oak       | Ghana    | Premier League | ?     | ?    |
| 2012/13 | Hearts of Oak       | Ghana    | Premier League | ?     | ?    |
| 2013    | Sogndal Fotball     | Norwegia | Tippeligaen    | 10    | 0    |
| 2014    | Sogndal Fotball     | Norwegia | Tippeligaen    | 27    | 9    |
| 2015    | Sogndal Fotball     | Norwegia | 1. divisjon    | 26    | 13   |
| 2016    | Sogndal Fotball     | Norwegia | Eliteserien    | 20    | 3    |
| 2016/17 | Ümraniyespor        | Turcja   | TFF 1. Lig     | 16    | 1    |
| 2017/18 | Balıkesirspor       | Turcja   | TFF 1. Lig     | 31    | 13   |
| 2018/19 | Balıkesirspor       | Turcja   | TFF 1. Lig     |       |      |

## Kariera reprezentacyjna
W reprezentacji Ghany Otoo zadebiutował 30 września 2009 w przegranym 0:2 towarzyskim meczu z Argentyną. W 2015 roku został powołany do kadry na Puchar Narodów Afryki 2015. Wywalczył wicemistrzostwo Afryki. Wystąpił na nim w jednym meczu, z Algierią (1:0).